# Воздухоплаватель (журнал, 1880—1883)
«Воздухоплаватель» — первый русский аэронавтический журнал, издававшийся в 1880—1883 годах в Санкт-Петербурге. Редактор и издатель полковник П. А. Клиндер (генерал-лейтенант по морскому ведомству с 1887 года), предполагавший издавать его еженедельно. Всего же вышло 20 номеров: 15 в 1880 году, 2 в 1881-м , 2 в 1882-м и один номер в 1883-м. В 1880 году журнал выходил in 8°, затем in 4°. 
Несмотря на нерегулярность и непродолжительность издания, журнал способствовал росту числа поклонников и энтузиастов воздухоплавания.